# Kaiserliche Reichspost

Posthausschild Kaiserliche Reichspost mit Salvaguardia 1770

Die Kaiserliche Reichspost war das erste überregionale Postunternehmen im Heiligen Römischen Reich. Sie stützte sich auf ein Postregal Rudolfs II. und stand damit offiziell unter dem Schutz des Kaisers. In Kriegszeiten erhielten die Poststationen eine Salvaguardia, die sie vor feindlichen Übergriffen schützen sollte. Betreiber der Kaiserlichen Reichspost waren Mitglieder der Familie der Taxis, die sich ab 1650 mit kaiserlicher Genehmigung in Thurn und Taxis umbenannten und ohne Unterbrechung die Generalpostmeister stellten. Die Zentrale befand sich bis 1701 in Brüssel, der Hauptstadt der Spanischen Niederlande, wurde jedoch im Spanischen Erbfolgekrieg nach Frankfurt und 1748 nach Regensburg verlagert. Mit der Niederlegung der Reichskrone im Jahre 1806 durch Kaiser Franz II. und der Auflösung des Heiligen Römischen Reiches endete die Kaiserliche Reichspost.
Dieser Artikel behandelt zusammenfassend die Entwicklung der kaiserlichen Reichspost bis zum Ende des Dreißigjährigen Krieges, die anschließenden Auseinandersetzungen mit den neuentstandenen eigenständigen Landespostanstalten, die Ausweitung des Postnetzes bis zu den Gebietsverlusten am Ende des 18. Jahrhunderts und der endgültigen Auflösung in der Zeit Napoleons. Die Organisation und die Aktivitäten der (Thurn und) Taxis im internationalen Postwesen können hierbei nur am Rande gestreift werden.

## Anfänge

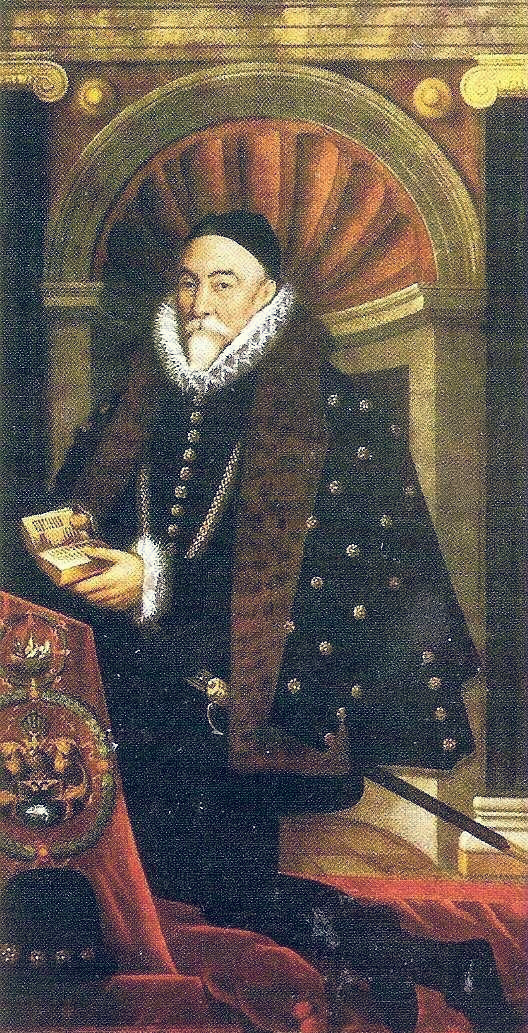
Leonhard I. von Taxis

Mit der endgültigen Bestallung des Generalpostmeisters Leonhard I. von Taxis durch Kaiser Rudolf II. 1595 begannen die Vorbereitungen zur Gründung einer Kaiserlichen Reichspost. Leonard I. von Taxis leitete von 1597 bis zu seinem Tod im Jahre 1612 diese Einrichtung von der Brüsseler Zentrale aus. Zusätzlich war er im Auftrag der Spanischen Habsburger als Generalpostmeister in den Spanischen Niederlanden tätig.
Mit der Kaiserlichen Reichspost gewann der Kaiser außerhalb seines eigenen Machtbereiches eine kostenfreie Nachrichtenübermittlung. Er stützte diesen Anspruch auf ein Postregal, das die anderen deutschen Fürsten nicht anerkannten, aber zunächst tolerierten. Wenn das Postnetz erweitert werden sollte, waren deshalb kaiserliche Empfehlungsschreiben notwendig.
Die Kaiserliche Reichspost stand unter dem Schutz des Kaisers und war für jeden Interessenten gegen Bezahlung zugänglich. Anfangs bestanden nur zwei Postkurse im Gebiet des heutigen Deutschland. Im Mittelpunkt stand die Niederländische Postroute, die gleichzeitig ein Transitkurs war. Sie führte von Brüssel über Namur, Flamisoul bei Bastogne, Lieser, Wöllstein, Rheinhausen, das Herzogtum Württemberg, Augsburg, Innsbruck und Trient nach Italien. Eine Nebenlinie führte von Köln über Wöllstein nach Augsburg. Die Poststationen zwischen Wöllstein und Köln unterstanden dem Kölner Postmeister Jacob Henot. Dafür erhielt Henot einen kaiserlichen Zuschuss von jährlich 500 Gulden vom Augsburger Reichspfennigamt.
Die Posthalter der niederländischen Linie, die gleichzeitig den spanischen Habsburgern als Transitkurs diente, wurden von der Brüsseler Zentrale bezahlt. Die spanische Krone garantierte dem Kaiser durch ausreichende Zuschüsse die Bezahlung der Posten. Nach der Niederlage der Spanischen Armada 1588 und zunehmenden Schwierigkeiten mit Frankreich war die Verbindung von Spanien in die Niederlande über Frankreich und den Ärmelkanal nachhaltig gestört. Deshalb gewann der Landweg von Italien nach Brüssel durch das Heilige Römische Reich an Bedeutung.

### Konkurrenzsituation
Die Einnahmen der kaiserlichen Reichspost aus der Fremdbeförderung gingen in voller Höhe an die Familie der Taxis in Brüssel. Zusammen mit den spanischen Zuschüssen reichten diese Einnahmen aus, um den reibungslosen Ablauf sicherzustellen.
Ernsthafte Konkurrenten der Kaiserlichen Reichspost waren die Botenanstalten der Städte. Sie hatten bereits Jahrzehnte vorher im Deutschen Reich eine Monopolstellung in der privaten Nachrichtenübermittlung. Durch eine geschickte Vernetzung konnten Briefe an jeden größeren Ort geschickt werden. Die bedeutendsten Botenanstalten befanden sich in Augsburg, in Frankfurt am Main, in Hamburg, in Köln, in Leipzig und in Nürnberg.
Schon vor der Gründung der Reichspost hatte der Kaiser erfolglos versucht, die Tätigkeit der Botenanstalten einzuschränken. Nun aber verstärkte er seine Bemühungen, solche Aktivitäten zu unterbinden. Als Grund für ein Verbot wurden die unterlegten Wechselstationen der Botenanstalten genannt, wo ein Reiter- und Pferdewechsel möglich war, sowie die Benutzung des Posthorns. Am 6. November 1597 erließ Kaiser Rudolf II. ein Dekret, in dem er im Reich und seinen Erblanden das Nebenbotenwesen und die Metzgerpost verbot.

### Veränderungen und Weiterentwicklung
Der Kölner Postmeister Jacob Henot wurde nach der Postordnung von 1596 dem Generalpostmeister in Brüssel beigeordnet. Am 29. Mai 1598 verpflichtete Henot den Frankfurter Botenmeister Weigand Uffsteiner als kaiserlichen Postmeister in Frankfurt für einen dritten Postkurs zwischen Köln und Frankfurt. Darüber kam es zum Streit.

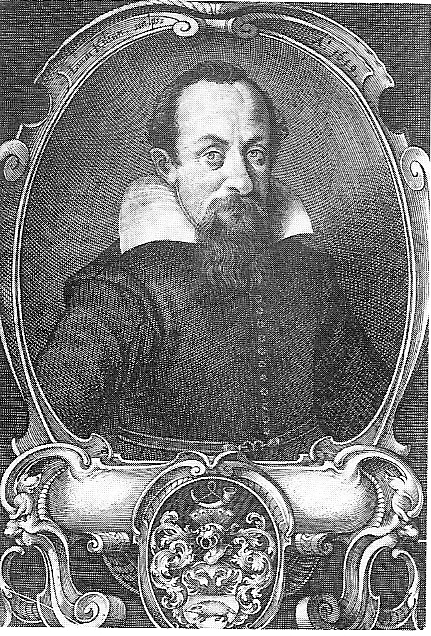
Lamoral von Taxis 1619

Auf Betreiben Lamorals von Taxis verschrieb Kaiser Rudolf II. am 25. Oktober 1603 das Postamt Köln und die Posten bis Wöllstein an Leonhard I. von Taxis, dessen Sohn Lamoral und den Enkel Leonhard. Lamoral verzichtete auf den jährlichen Zuschuss von 500 Gulden. Am 28. März 1604 wurde Henot als Kölner Postmeister abgesetzt und durch Johann von Coesfeld ersetzt, der mit einer Frau aus der Familie der Taxis verheiratet war.
Am 6. September 1604 ernannte der Augsburger Postmeister Octavio von Taxis Peter Amerath zum Postmeister in Frankfurt. Die Botenpost zwischen Frankfurt und Rheinhausen wurde in eine Reitpost umgewandelt. Ebenso kamen zwischen Köln und Frankfurt Reitboten zum Einsatz.
Am 16. Januar 1608 erhob Kaiser Rudolf II. Leonhard und Lamoral von Taxis in den erblichen Reichsfreiherrenstand. Anfang Mai 1612 starb Leonhard von Taxis.

## Die Reichspost unter Kaiser Matthias und Lamoral von Taxis

### Erste Ausweitung der bestehenden Postkurse
Nach dem Tod Kaiser Rudolfs II. am 20. Januar 1612 in Prag wurde Erzherzog Matthias am 13. Juli 1612 in Frankfurt zum deutschen König und Kaiser gewählt.
Am 20. Juli 1615 verpflichtete sich Lamoral von Taxis, eine Ordinaripost von Köln über Frankfurt und Nürnberg bis zur böhmischen Grenze zu legen. Von dort aus sollte die dem Kaiser unterstehende Hofpost den Betrieb nach Prag fortsetzen. Diese Verbindung war dem Kaiser wichtig, weil der Fürstbischof von Mainz als Reichskanzler in Aschaffenburg residierte. Als Dank erhielt das Haus Taxis vom Kaiser am 27. Juli 1615 das Amt des Generalpostmeisters zum Erbmannslehen. Seitdem nannten sich die Brüsseler Taxis Generalerbpostmeister.
Ende August 1615 begann Johann von Coesfeld mit der Einrichtung eines Postkurses von Köln nach Prag und ernannte Hans Georg Haid zum Postmeister in Nürnberg. Der Nürnberger Stadtrat und die örtliche Botenanstalt widersetzten sich dem kaiserlichen Ansinnen und bereiteten der Kaiserlichen Reichspost für mehrere Jahre Schwierigkeiten.

### Einrichtung neuer Postkurse unter Johann von den Birghden

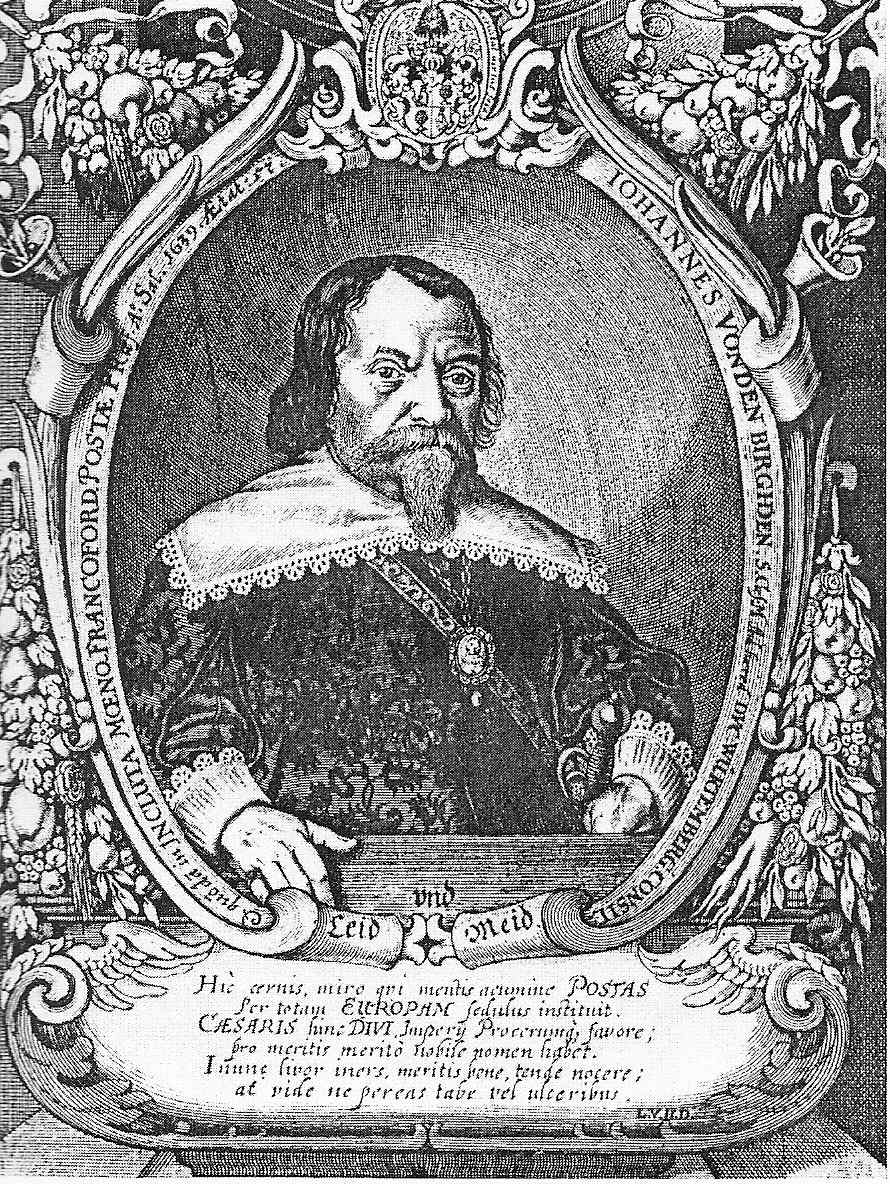
Johann von den Birghden

Nach dem Ausscheiden Hans Georg Sulzers als Postmeister in Frankfurt erhielt Johann von den Birghden am 24. Oktober 1615 die Bestallungsurkunde. Von den Birghden trug entscheidend zur Ausweitung der Kaiserlichen Reichspost bei. Als Lutheraner gelang es ihm in wenigen Monaten, Poststafetten nach Leipzig und nach Hamburg zu organisieren.
Am 20. November 1615 ernannte Johann von den Birghden gegen den Widerstand des Frankfurter Botenmeisters Johann Adam Uffsteiner den Leipziger Botenmeister Johann Sieber zum kaiserlichen Postmeister. Von den Birghden wurde dabei vom sächsischen Kurfürsten unterstützt, der Uffsteiner am 30. Mai 1616 verbot, Briefe nach Leipzig zu befördern. Bis Ende Juni 1616 war eine Postroute von Frankfurt über Fulda, Suhl und Erfurt nach Leipzig eingerichtet.
Danach organisierte von den Birghden bis Ende August 1616 einen Postkurs von Hamburg nach Köln über Rotenburg, Detmold, Unna und Schwelm. Einige Städte an der Route protestierten vergeblich. In Hamburg ernannte Johann von den Birghden Albrecht Kleinhans zum Postmeister.

## Situation zu Beginn des Dreißigjährigen Krieges

### Historischer Hintergrund
Am 23. Mai 1618 gab es in Prag einen ständischen Aufstand unter Beteiligung des Grafen Heinrich Matthias von Thurn, der mit dem Prager Fenstersturz endete. Dies löste im Sommer 1618 den Böhmisch-Pfälzischen Krieg aus mit dem Abfall der Lausitz, Schlesiens und Böhmens von den Habsburgern. Im Jahre 1619 kam es zum Abfall von Mähren, Ober- und Niederösterreich.
Nach dem Tod von Kaiser Matthias am 20. März 1619 wurde der innerösterreichische Erzherzog Ferdinand aus Graz, als Ferdinand II. am 28. August 1619 in Frankfurt zum König und Kaiser gewählt.
Noch als Erzherzog wurde Ferdinand am 22. August 1619 von den Ständen als böhmischer König abgesetzt. Sein Nachfolger wurde der Kurfürst von der Pfalz Friedrich V.
Am 18. November 1620 besiegten die Habsburger in der Schlacht am Weißen Berg vor Prag die Böhmen. Der pfälzische Kurfürst und böhmische Winterkönig wurde geächtet und floh nach Holland.

### Wiedereinsetzung Henots als kaiserlichem Postmeister
Im Jahre 1623 erzwang der entlassene Kölner Postmeister Jacob Henot nach einem langen Rechtsstreit auf Beschluss des Wiener Reichshofrates seine Wiedereinsetzung als Postmeister in Köln. Kaiser Ferdinand II. verfügte am 3. April 1623, dass Johann von Coesfeld das Amt an Henot abtreten musste. Die Übergabe erfolgte am 6. Mai 1623. Henot erhielt die Posten zwischen Köln und Wöllstein zurück, nicht aber die Posten auf der Strecke von Köln nach Frankfurt.

### Zentralisierung unter Leonhard II. von Taxis

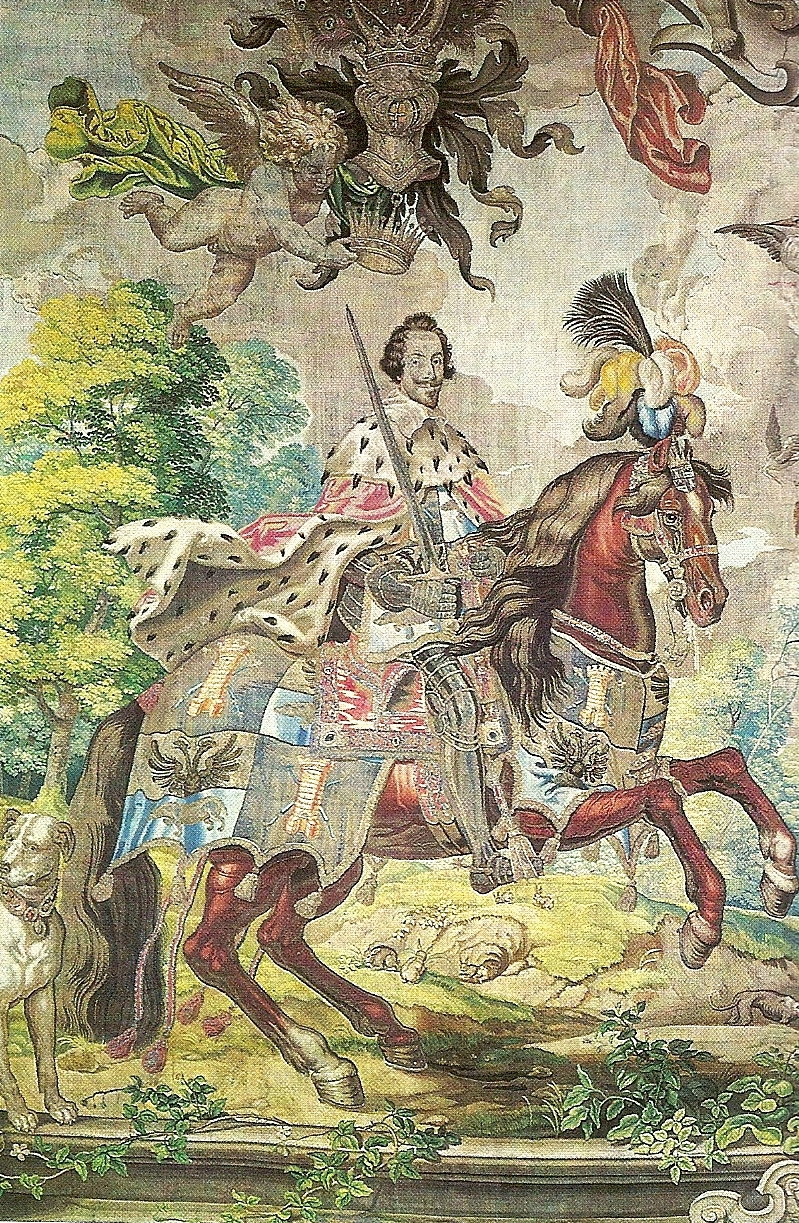
Leonhard II. von Taxis

Am 8. Juni 1624 wurden Lamoral von Taxis und sein Sohn Leonhard in den erblichen Reichsgrafenstand erhoben.
Nach dem Tod Lamorals am 7. Juli 1624 wurde das Reichspostlehen offiziell am 17. August 1624 auf Leonhard II. von Taxis übertragen.
Lamoral von Taxis hatte seinen untergeordneten Postmeistern und Organisatoren viel Handlungsspielraum gelassen. Teilweise hatte er ihnen sogar die Postämter als „Afterlehen“ übertragen. Dies versuchte Leonhard II. rückgängig zu machen. Er plante eine zentral von Brüssel aus gesteuerte Organisation. Die übergeordneten Postmeister hießen von nun an im Sprachgebrauch der Kaiserlichen Reichspost Postverwalter.
Nach Jacob Henots Tod am 17. November 1625 trat zunächst dessen Sohn die Nachfolge als Kölner Postmeister an. Er musste jedoch auf kaiserliche Anordnung hin zurücktreten. Erschwerend kam hinzu, dass seine Schwester Katharina am 10. Januar 1627 in Köln als Hexe angeklagt und verhaftet wurde. Leonhard II. von Taxis befand sich zu diesem Zeitpunkt vom 2. bis 17. Januar 1627 in Köln.
Nach dem erfolgreichen Ausschalten der Henots in Köln und der Wiedereinsetzung Coesfelds betrieb Leonhard II. als nächstes Ziel die Entfernung des Frankfurter Postmeisters. Da Johann von den Birghden Lutheraner war, fiel es Leonhard leicht, ihn am kaiserlichen Hof zu diffamieren. Am 3. März 1627 erhielt er vom Kaiser den Befehl, Johann von den Birghden wegen des Verdachtes einer feindlichen Konspiration aus seinem Amt zu entfernen. Leonhard ernannte daraufhin den Katholiken Gerard Vrints zu Birghdens Nachfolger in Frankfurt.

## Alexandrine von Taxis als Interimsleiterin

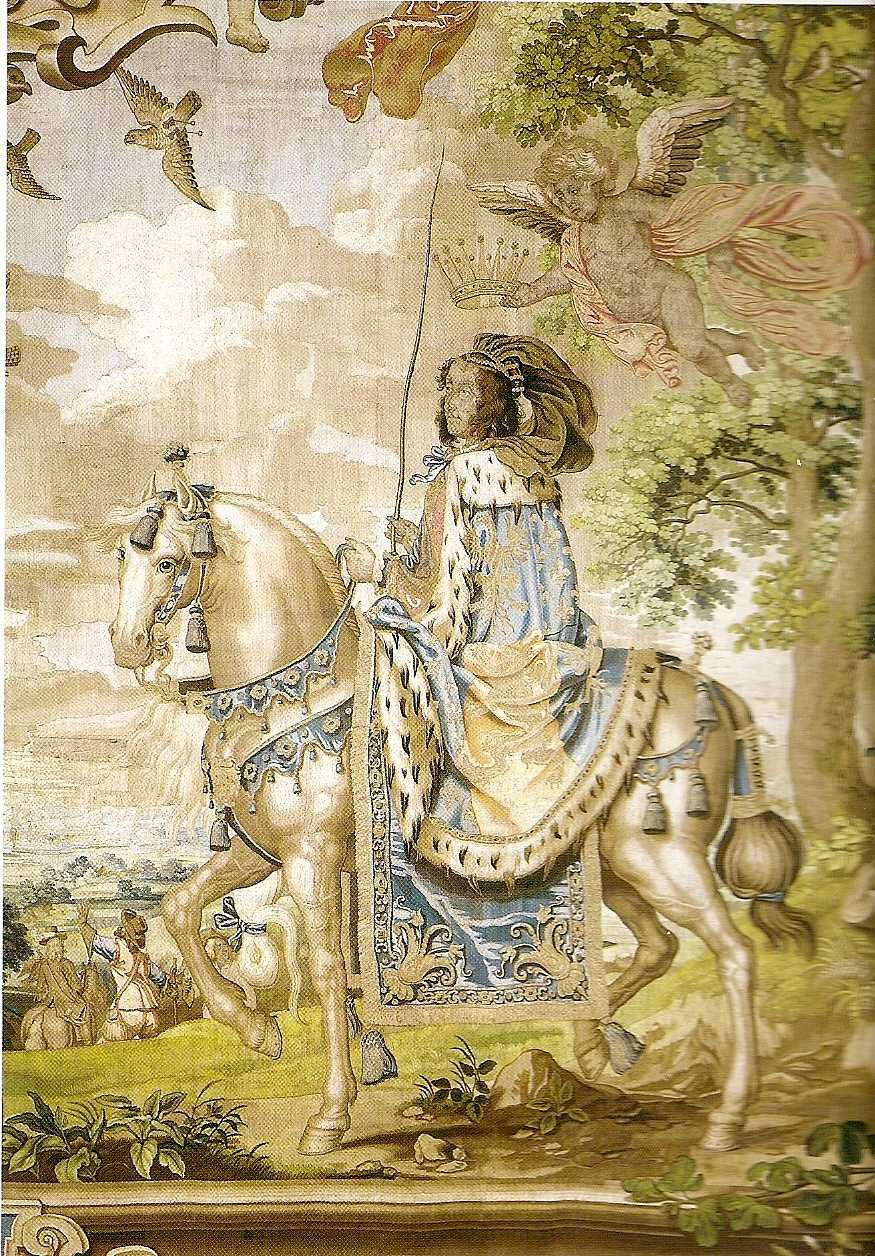
Alexandrine von Taxis

Nach dem überraschenden Tod Leonhards II. von Taxis am 23. Mai 1628 übernahm seine Witwe Alexandrine stellvertretend für den minderjährigen Sohn Lamoral Claudius Franz von Taxis die Leitung der Kaiserlichen Reichspost. Kaiser Ferdinand II. bestätigte am 1. August 1628 diese Stellvertretung.

### Schwedische Übernahme der Reichspost unter Johann von den Birghden
Im Juli 1630 trat Schweden mit dem Angriff gegen Pommern in den Dreißigjährigen Krieg ein. Nachdem der schwedische König Gustav Adolf am 27. November 1631 in Frankfurt Einzug gehalten hatte, floh der kaiserliche Postmeister Gerald Vrints aus der Stadt. Auf ausdrücklichen Wunsch der Schweden übernahm Johann von den Birghden im Dezember 1631 das Postmeisteramt in Frankfurt. Am 4. Dezember 1631 erhielt er den Bestallungsbrief als Generalpostmeister des Reiches durch Gustav Adolf. Innerhalb kürzester Zeit organisierte Birghden folgende Postkurse:
Frankfurt-Hamburg mit 20 Posten in 5,5 Tagen
Frankfurt-Leipzig mit 15 Posten in 2,5 Tagen
Frankfurt-Straßburg mit 11 Posten in 2,0 Tagen
Frankfurt-Metz mit 12 Posten und weiter nach Paris in 6,0 Tagen
Frankfurt-Schaffhausen und nach Madrid in 15,0 Tagen
Frankfurt-Zürich-Venedig mit 29 Posten

### Routenverlagerungen
Aufgrund der schwedischen Erfolge verlor Gräfin Alexandrine, die Witwe Leonhards, zwischen 1632 und 1635 fast alle wichtigen Poststationen im Reich. Der Kaiserlichen Reichspost blieben nur die Routen von Brüssel bis Köln und die niederländische Postroute, die auf Umwegen entsprechend der Kriegslage in den Randgebieten Deutschlands über Flamisoul bei Bastogne, Nancy, Breisach und dann über Füssen nach Italien oder Wien führte.
Mit der Niederlage der Schweden bei Nördlingen am 6. September 1634 wurde der Vormarsch der Schweden gestoppt. Am 30. Mai 1635 erfolgte der Prager Friedensschluss zwischen Kaiser und Kursachsen.
Nach der Rückeroberung Frankfurts durch die Kaiserlichen trat Johann von den Birghden am 22. Mai 1635 von seinem Amt zurück. Das schwedische Postamt wurde am 11. Juni 1635 geschlossen. Gerard Vrints kehrte nach Frankfurt zurück und eröffnete im Oktober 1635 erneut das kaiserliche Postamt.
Ab dem Jahr 1636 ritt die Reichspost wieder auf dem alten Kurs der Niederländischen Postroute, aber auch danach kam es erneut zu Routenverlegungen. Nach der Besetzung des Hunsrücks und der Pfalz durch die Franzosen und dem Brand des Rheinhausener Posthauses wurde die Niederländische Postroute zwischen 1646 und 1651 von Lieser über die Südeifel, Lay bei Koblenz, Dietkirchen bei Limburg, Frankfurt und Nürnberg nach Augsburg umgeleitet.
Mit der Wiedergewinnung der meisten Postkurse und einer Expansion des bestehenden Postnetzes gelang es Gräfin Alexandrine, die Vormachtstellung der Kaiserlichen Reichspost zu sichern. In der Vorbereitungsphase der Friedensverhandlungen, die im Westfälischen Frieden ihren Abschluss fanden, ließ sie Postkurse nach Osnabrück und Münster einrichten und verschaffte der Kaiserlichen Reichspost damit einen Vorsprung bei der Nachrichtenübermittlung.

### Johann von den Birghdens Nachwirken
Johann von den Birghden, der am 4. März 1645 in Frankfurt starb, hatte sich nach dem Prager Frieden und der verkündeten Generalamnestie nicht mehr rehabilitieren können. Sein Wirken aber hinterließ Spuren. Er war der Begründer der ersten Postzeitung und hatte als erster Postplakate mit allen Routen und Tarifen drucken lassen.
Seine technischen und organisatorischen Verbesserungen wurden sowohl von der Kaiserlichen Reichspost, als auch von den protestantischen Reichsständen bei der Gründung eigener Landespostanstalten übernommen. Ein erster Versuch fiel bereits in das Jahr 1638, als Christian Ludwig von Braunschweig-Lüneburg mit Billigung der Landgräfin Amalie Elisabeth von Hessen-Kassel eine Reitpost von Bremen über Rotenburg, Hannover, Kassel nach Frankfurt legen ließ.

## Die Kaiserliche Reichspost unter Lamoral Claudius Franz von (Thurn und) Taxis

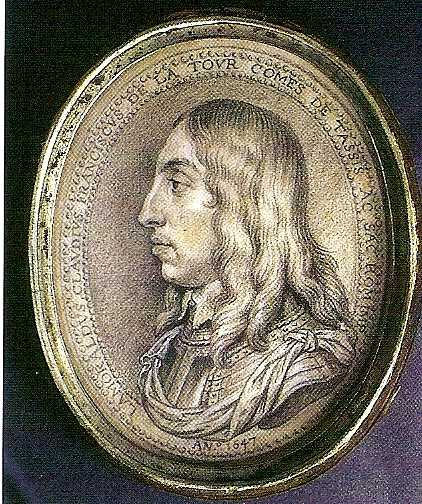
Lamoral Claudius Franz von Taxis

Nach erlangter Volljährigkeit belehnte Kaiser Ferdinand III. Lamoral Claudius Franz von Taxis am 11. September 1646 mit dem Generalerbpostmeisteramt. Mit dieser Amtsübernahme begann der Aufstieg der Taxis-Familie zu einem Großunternehmen. Lamoral Claudius strebte neben einer Verbesserung der gesellschaftlichen Stellung seiner Familie eine Monopolstellung der Kaiserlichen Reichspost im Reiche an.

### Die Rolle der Kaiserlichen Reichspost bei den Friedensverhandlungen
Während der Friedensverhandlungen von 1644 bis 1648, die dem Westfälischen Frieden in Münster und Osnabrück voraufgingen, übernahm die Kaiserliche Reichspost unter Gräfin Alexandrine und seit 1646 unter ihrem Sohn Lamoral Claudius Franz von Taxis die Nachrichtenübermittlung für alle Parteien. Basierend auf der schon vorhandenen Route Köln–Schwelm–Unna–Lipperode–Detmold–Bückeburg–Nienburg–Rotenburg–Hamburg wurden Stafetten zwischen Detmold–Osnabrück, Bückeburg–Osnabrück, Köln–Lünen–Münster, Münster–Osnabrück und als Verlängerung die Route Köln–Roermond–Brüssel eingerichtet.

### Situation nach dem Dreißigjährigen Krieg

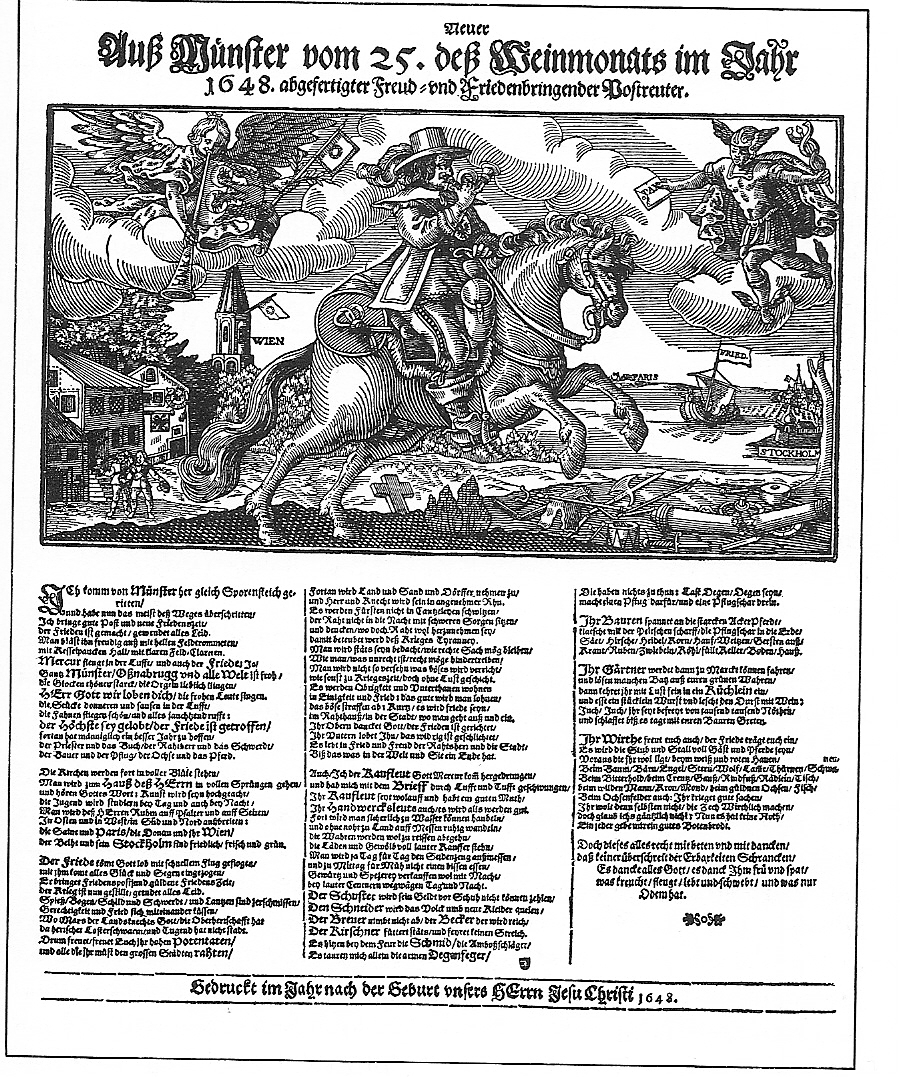
Friedenspost 1648

Der Westfälische Frieden in Münster und Osnabrück am 24. Oktober 1648 verschaffte den Reichsständen eine größere Eigenständigkeit gegenüber dem Kaiser. Davon profitierten besonders die evangelischen Fürstentümer. Herzog Maximilian von Bayern erhielt die Oberpfalz und durfte die von der Kurpfalz übernommene fünfte Kurfürstenwürde behalten. Der Pfälzer Karl Ludwig erhielt dafür die Unterpfalz und eine neu geschaffene achte Kurfürstenwürde.
In vielen Städten kam es zu Lockerungen bei der nächtlichen Schließung von Stadttoren. Gleichzeitig nahm der Briefverkehr zwischen den Städten zu. Der Beginn der Einführung von Postkutschen machte das Reisen von nun an einfacher. Davon profitierten vor allem die evangelischen Territorien, die dadurch die Möglichkeit erhielten, eigenständig einen Brief- und Reiseverkehr zu entwickeln und wirtschaftlich zu betreiben.

### Die Bildung eigenständiger Landespostanstalten
Mit der Einrichtung einer Brandenburgisch-Preußischen Landespost im Jahre 1649 und dem Verbot von Reichspostlinien auf diesem Territorium entstanden unter staatlicher Regie die Postkurse Berlin-Kleve, Berlin-Hamburg, Berlin-Danzig und ab 1652 sogar eine Verbindung von Berlin nach Breslau.
Auch in Sachsen, Hessen-Kassel und Braunschweig-(Hannover)-Lüneburg wurden eigene Landespostanstalten gegründet. Dort respektierte man jedoch zunächst die schon vorhandenen Postkurse der Kaiserlichen Reichspost, die von Frankfurt nach Leipzig und ab 1645 über Erfurt, Braunschweig, Celle, Lüneburg nach Hamburg führten, solange sie als Transitrouten betrieben wurden.
Die Botenanstalten der Städte hatten im Dreißigjährigen Krieg ihre beherrschende Stellung in der privaten Nachrichtenübermittlung halten können. Nach dem Dreißigjährigen Krieg gewannen jedoch die Kaiserliche Reichspost und die Landespostanstalten im Konkurrenzkampf mit den Botenanstalten zunehmend die Oberhand, und im 18. Jahrhundert spielten städtische Botenanstalten nur noch regional eine Rolle.
Der Protest des Kaisers gegen die territorialen Postanstalten der evangelischen Fürsten unter Berufung auf das Reichspostregal blieb erfolglos. Schließlich verfügte auch Österreich über eine eigene Landespost, wo die Kaiserliche Reichspost nicht tätig werden durfte. So blieb das Verbot von Brandenburg, auf seinem Territorium keine Postkurse der Kaiserlichen Reichspost zu dulden, auch weiter bestehen.

### Vereinbarungen mit den unabhängigen Landespostanstalten
Lamoral Claudius Franz von Taxis, der sich und seine Nachkommen seit 1650 mit kaiserlicher Genehmigung offiziell in „von Thurn und Taxis“ umbenennen durfte, versuchte nach dem Ende des Dreißigjährigen Krieges wiederholt, die evangelischen Landespostanstalten mit Hilfe des Kaisers auszuschalten oder zurückzudrängen. Der stärker werdende Konkurrenzdruck hatte jedoch keine Auswirkungen auf die wirtschaftliche Lage der Kaiserlichen Reichspost unter den Thurn und Taxis, sondern führte durch den zunehmenden Briefverkehr zu einer Gewinnsteigerung. In den drei Kurbistümern Mainz, Trier und Köln behinderten nur die bald einsetzenden Kriegszüge des französischen Königs Ludwig XIV. eine kontinuierliche Expansion der Kaiserlichen Reichspost. In der Kurpfalz, Baden, Hessen-Darmstadt, Württemberg, Bayern und Tirol dagegen konnte die Reichspost auch weiter ungehindert arbeiten. Schwierigkeiten mit den örtlichen Machtträgern wurden durch Verträge beseitigt.
Im Jahre 1658 wurde in Hildesheim eine Postkonferenz mit Vertretern aus Hessen-Kassel, Braunschweig-Lüneburg, Brandenburg und Schweden einberufen, um ein Gegengewicht zur Kaiserlichen Reichspost zu bilden. Die nachfolgende Auseinandersetzung zwischen Schweden und Brandenburg verhinderte jedoch eine weitere Zusammenarbeit.
Bei der nächsten Hildesheimer Postkonferenz im Jahre 1666 einigten sich die norddeutschen Reichsstände auf Absprachen mit der Kaiserlichen Reichspost. Daraufhin wurde die Brandenburgische Landespost noch im selben Jahr durch den Kaiser anerkannt.
Ein letzter Versuch, das kaiserliche Postregal überall im Heiligen Römischen Reich durchzusetzen, erfolgte am 8. Juli 1669 durch ein Gutachten des Reichshofs. Es wurde dem in Regensburg tagenden Immerwährenden Reichstag zur rechtlichen Entscheidung vorgelegt. Zu einer Abstimmung darüber kam es nicht.
Unter Lamoral Claudius Franz begannen bei der Kaiserlichen Reichspost erste Versuche zur Einführung der Fahrpost und Postkutschen, nachdem bereits einige konkurrierende Landespostanstalten in Vorleistung getreten waren. Nach Wolfgang Behringer war die Fahrpost allerdings zunächst eher ein Verlustgeschäft und wurde nur aus Konkurrenzgründen weiter ausgebaut.

## Amtszeit des Eugen Alexander von Thurn und Taxis

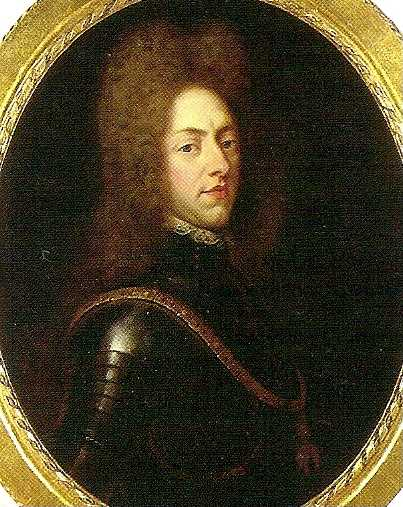
Eugen Alexander von Thurn und Taxis

Am 13. September 1676 starb Lamoral Claudius Franz von Thurn und Taxis. Sein Nachfolger als Generalerbpostmeister wurde sein Sohn Eugen Alexander von Thurn und Taxis. Dieser wurde am 19. Februar 1681 vom spanischen König Karl II. in den erblichen spanischen Fürstenstand erhoben. Gleichzeitig erhielt er ein Patent zur Errichtung eines Fürstentums im Hennegau und eine Übertragung als Lehen. Am 4. Oktober 1695 erhob auch Kaiser Leopold I. Eugen Alexander von Thurn und Taxis in den erblichen Reichsfürstenstand.

### Auseinandersetzungen mit den unabhängigen Landespostanstalten
Die Auseinandersetzungen der Kaiserlichen Reichspost mit den eigenständigen Landespostanstalten gingen weiter.
Im Jahre 1682 übernahm Franz-Ernst von Platen die Landespostanstalt Braunschweig-Lüneburg durch Kauf von Franz Stechinelli. Es kam zu Absprachen mit den Schweden im Bereich Bremen-Verden und mit Hessen-Kassel.
Am 30. Juli 1693 erfolgte die Aufhebung aller Einrichtungen der Kaiserlichen Reichspost im Gebiet von Kurhannover. Die Transitroute nach Bremen und Hamburg blieb bestehen, da das Herzogtum Braunschweig-Wolfenbüttel dieser Politik nicht folgte.
Am 1. August 1691 ernannte auch Herzog Maximilian Emanuel von Bayern einen eigenen Oberpostmeister in München. Auch er strebte eine eigene Landespostanstalt an. Damit bedrohte zum ersten Mal ein katholischer Fürst die Expansion der Kaiserlichen Reichspost.
Am 23. November 1695 schloss die Kaiserliche Reichspost einen Vergleich mit der Post in Brandenburg über die gegenseitige Briefbeförderung, Abgrenzungsfragen wurden vertraglich geregelt. Es gab trotzdem weiterhin Konflikte, weil Brandenburg seine Gebiete ausdehnte und sich damit die Besitzverhältnisse zu Ungunsten der Reichspost änderten.
Am 17. Oktober 1698 erließ Kaiser Leopold I. eine neue Reichspostordnung, die bis 1803 für die Kaiserliche Reichspost galt. Inhalt war unter anderem auch die Bereitstellung von zwei gedeckten Kaleschen an allen Posthaltereien.

### Der spanische Erbfolgekrieg und die Aufgabe der Brüsseler Zentrale
Am 1. November 1700 starb der spanische Königs Karl II., ohne Erben zu hinterlassen. Sein Nachfolger wurde am 24. November 1700 der französische Herzog Philipp von Anjou, ein Bourbone. Mit dem Aussterben der Habsburger Linie in Spanien entfiel die Bindung der Brüsseler Thurn und Taxis an das spanische Königshaus. Im Streit um die Thronfolge zwischen Österreich und Frankreich kam es 1701 zum Spanischen Erbfolgekrieg und zur Bildung der Haager Großen Allianz mit England, Habsburg und Holland. Die Truppen Ludwigs XIV. drangen erneut in die Spanischen Niederlande ein und besetzten am 21. Februar 1701 Brüssel.
Eugen Alexander von Thurn und Taxis verlor seine niederländischen Besitztümer bis auf seine Residenz in Brüssel. Am 17. März 1701 erließ der Statthalter der Spanischen Niederlande, Herzog Maximilian Emanuel von Bayern, eine neue Postordnung nach französischem Vorbild. Damit verbunden war eine Verpachtung des Niederländischen Postgeneralats an Léon Pajot. Am 19. September 1701 verkündete der spanische König Philipp V. das Ende des von Thurn und Taxis ausgeübten Postgeneralats in den Niederlanden.
Damit endete nach zweihundert Jahren der Niederländische Transitpostkurs von Brüssel nach Italien, der im Europa des 16. und 17. Jahrhunderts die bedeutendste staatliche Nachrichtenverbindung war.
Anfang 1702 verließ Eugen Alexander Brüssel und verlegte seinen Wohnsitz nach Frankfurt am Main, wo eine neue Zentrale der Kaiserlichen Reichspost entstand. Im weiteren Verlauf des Erbfolgekrieges kam es zu Kämpfen in Bayern, Italien und den Niederlanden. Die Große Allianz blieb bei allen Kämpfen erfolgreich. Die Besetzung Bayerns durch Österreich führte zur Übernahme aller Posteinrichtungen durch die Kaiserliche Reichspost und zum Verzicht Bayerns auf eine eigene Landespostanstalt.
Im Jahre 1708 erfolgte die Zulassung des Braunschweiger Welfenhauses in den Kurfürstenrat als 9. Mitglied (Kurhannover) und die Wiedereinführung der Kurfürstenwürde für den böhmischen König. Dies führte bis 1714 zu einem weiteren Ausbau der eigenen Postrouten.
Im Jahr 1708 unternahm auch der pfälzische Kurfürst Johann Wilhelm den Versuch, eine eigene Landespost einzurichten und scheiterte, ebenso wie beim erneuten Versuch im Jahre 1726.
Nach dem Verlust des Niederländischen Postgeneralats versuchte Eugen Alexander in mehreren Verhandlungen mit den Habsburgern, das Niederländische Postgeneralat zurückzuerhalten. Im Jahre 1708 wurde das niederländische Postwesen stattdessen von Marquese di Roffrano übernommen, der es bis 1725 an Francois Jopain verpachtete.

## Organisation der Reichspost im 18. Jahrhundert

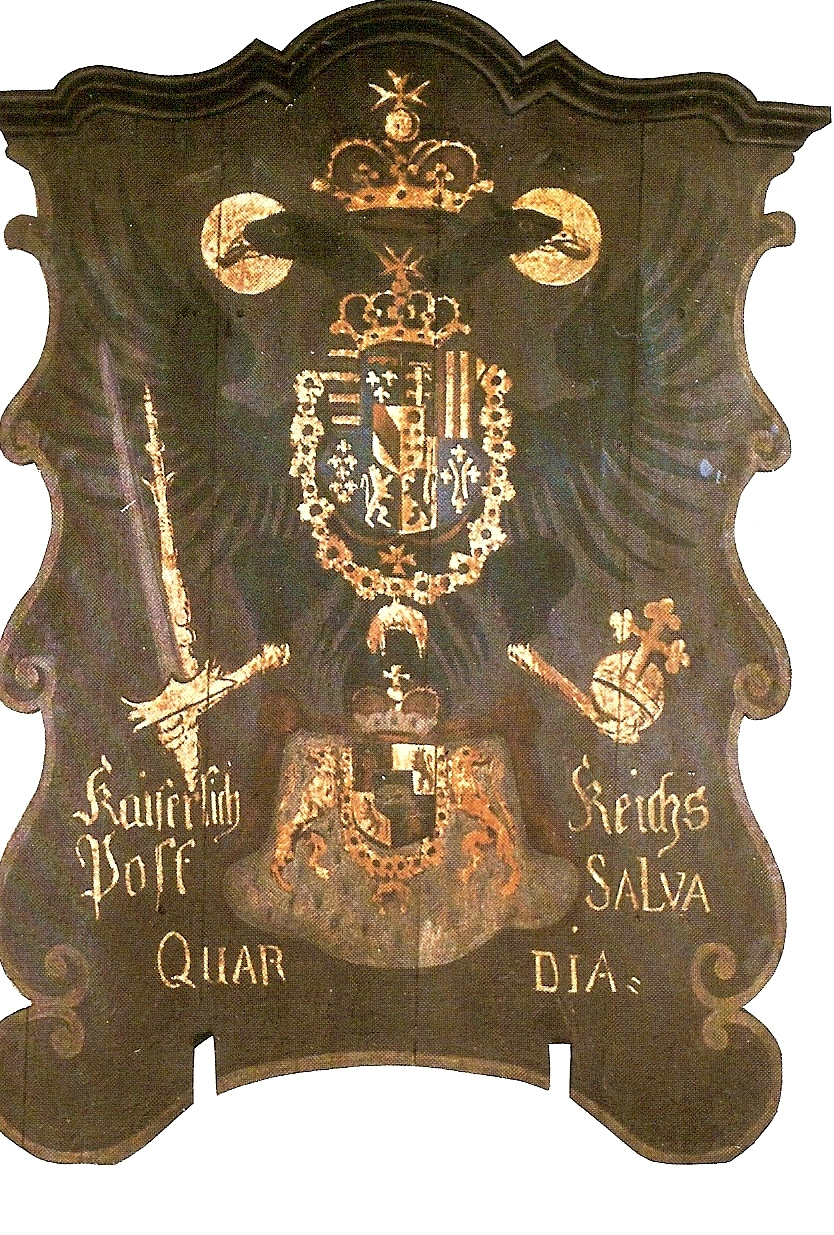
Posthausschild der Kaiserlichen Reichspost, Mitte 18. Jahrhundert

Nach der Verlagerung der Zentrale der Kaiserlichen Reichspost nach Frankfurt am Main entstand eine hierarchische Organisation mit Oberpostämtern, Immediat- und dirigierenden Postämtern, die direkt der Zentrale unterstanden. Die untergeordneten Postämter hatten eine Berichtspflicht an die Oberpostämter. Einfache Posthaltereien dienten nur noch dem Pferdewechsel und der Briefdistribution. Die Zentrale war von 1702 bis 1748 in Frankfurt. Weitere Oberpostämter bestanden in Köln, Maaseik als Grenzstation zum Niederländischen Postgeneralat, Hamburg, Nürnberg und Augsburg. Insgesamt erwirtschafteten diese Oberpostämter fast 85 % des Reitpostertrags.
Dirigierende Postämter waren beispielsweise in Mainz, Koblenz, Ulm, Würzburg, Bremen, Braunschweig, Erfurt, Duderstadt und München. Das geringste Einkommen erwirtschafteten die dirigierenden Postämter Münster, Trier, Lübeck, Elberfeld, Hildesheim, Osnabrück und Paderborn. Regensburg, wo seit 1669 der immerwährende Reichstag tagte, wurde erst spät trotz des geringen Postaufkommens vom dirigierenden Postamt zum Oberpostamt aufgewertet.
Die Fahrpost, die anfangs nur wenig Erträge erwirtschaftete, wurde getrennt von der Briefpost zentral bei den Oberpostämtern in Augsburg, Nürnberg, Frankfurt und Köln abgerechnet. Erst ab der zweiten Hälfte des 18. Jahrhunderts entwickelte sie sich zu einem Hauptgeschäft.

## Amtszeit von Anselm Franz von Thurn und Taxis

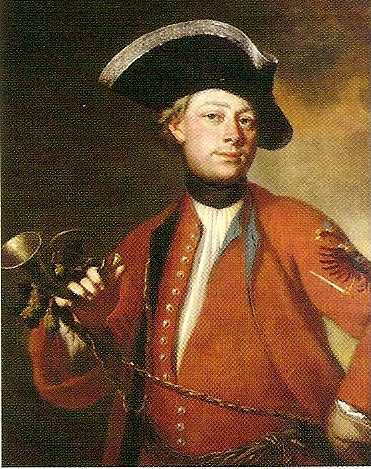
Anselm Franz von Thurn und Taxis

Nach dem Tod Eugen Alexanders am 21. Februar 1714 übernahm sein Sohn Anselm Franz das Postgeneralat im Heiligen Römischen Reich und damit die Leitung der Kaiserlichen Reichspost.
Nach dem Frieden von Utrecht im Jahre 1713 erhielt Österreich die Spanischen Niederlande, aber erst im Jahre 1725 konnte das Haus Thurn und Taxis das niederländische Postwesen für eine jährliche Summe von 80.000 Gulden pachten. Der Betrag erhöhte sich 1729 auf 125.000 Gulden und 1769 auf 135.000 Livres. Damit wurde die länderübergreifende Postverbindung von den Österreichischen Niederlanden über Luxemburg, Kurtrier, die Kurpfalz, das Herzogtum Württemberg und Tirol nach Italien unter der Leitung des Hauses Thurn und Taxis wieder hergestellt.
Am 22. Mai 1722 wurde in Wesel ein Vertrag zwischen der Reichspost und der Landespost von Preußen/Brandenburg über die Abgrenzung der Postbereiche ausgehandelt. Er trat am 9. April 1723 in Kraft.
Am 30. März 1729 kam es zu einem Vertrag über die Errichtung eines fürstlichen Palais in Frankfurt, der zwischen 1729 und 1739 erbaut wurde.

## Amtszeit des Alexander Ferdinand von Thurn und Taxis

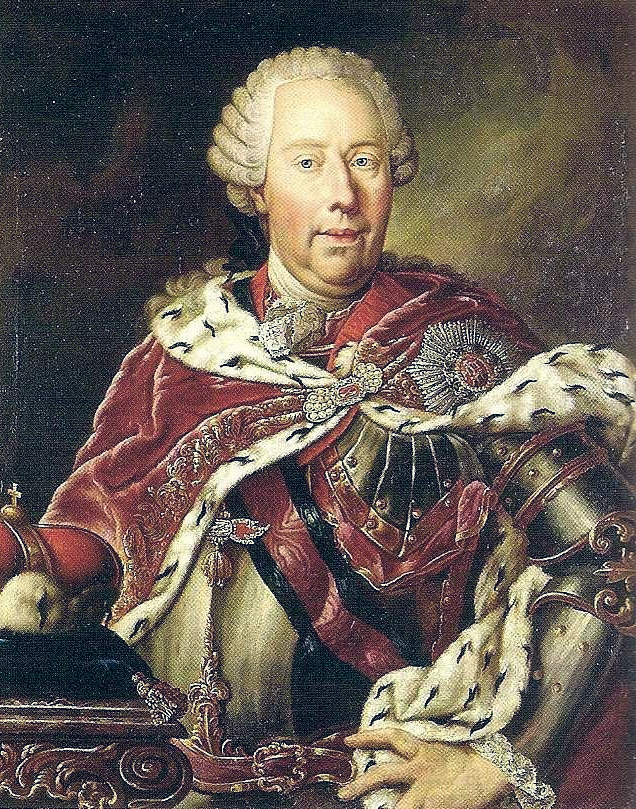
Alexander Ferdinand von Thurn und Taxis

Nach dem Tod von Anselm Franz von Thurn und Taxis am 8. November 1739 in Brüssel übernahm sein Sohn Alexander Ferdinand von Thurn und Taxis das Reichspostgeneralat. Zu dieser Zeit waren alle anderen Postanstalten im Reich, mit Ausnahme des Erzherzogtums Tirol verstaatlicht.

### Die Zeit unter Kaiser Karl VII.
Am 20. Oktober 1740 starb der Habsburger Kaiser Karl VI. Sein Tod löste noch im selben Jahr den Österreichischen Erbfolgekrieg aus, der bis 1748 dauerte.
Die Kurfürsten wählten nicht Maria Theresias Gemahl Franz von Lothringen und Toscana, sondern am 14. Januar 1742 Herzog Karl Albrecht von Bayern in Frankfurt zum deutschen König und Kaiser, der als Karl VII. am 12. Februar 1742 im Frankfurter Dom gekrönt wurde. Karl VII. veranlasste am 21. Mai 1742, dass der Immerwährende Reichstag von Regensburg nach Frankfurt verlegt wurde und ernannte am 4. Juli 1742 Fürst Alexander Ferdinand von Thurn und Taxis zum Prinzipalkommissar und damit zum Stellvertreter des Kaisers im Reichstag. Die Urkunde wurde allerdings erst im Juli 1743 ratifiziert.
Am 2. Juli 1744 erhob Karl VII. das Reichspostgeneralat zum Thronlehen. Der plötzliche Tod des Wittelsbacher Kaisers am 20. Januar 1745 und die Wahl des Gemahls von Maria Theresia (Franz I.) zum deutschen König und Kaiser brachten Karl Alexander von Thurn und Taxis, der Parteigänger Karls VII. gewesen war, auch in seiner Position als Leiter der Kaiserlichen Reichspost in Schwierigkeiten.

### Die Reichspost unter Kaiser Franz I.
Franz I. veranlasste, dass der Immerwährende Reichstag noch im vierten Quartal 1745 nach Regensburg zurückkehrte, und Joseph Wilhelm Ernst von Fürstenberg wurde zum Prinzipalkommissar ernannt. Die Parteinahme Alexander Ferdinands von Thurn und Taxis für den Wittelsbacher Kaiser führte letztendlich nicht zum Verlust des Postgeneralats. Alexander Ferdinand schickte den Geheimen Rat und Nürnberger Oberpostmeister Michael von Lilien zwecks Vermittlung nach Wien. Michael von Liliens wichtigstes Angebot war, für den Kaiser erneut eine geheime Briefüberwachung der Reichspost aufzubauen. Damit erreichte er, dass die Kaiserliche Reichspost unter der Leitung der Thurn und Taxis blieb.
Im Gegensatz zur eigenen Hofpost musste die Wiener Regierung die Autonomie der Reichspost respektieren, um den Einfluss auf dieses Unternehmen zu erhalten. In einer Geste der Versöhnung ernannte Maria Theresia daraufhin den Alexander Ferdinand von Thurn und Taxis am 26. Dezember 1745 zum Geheimen Rat, und Kaiser Franz I. erneuerte am 3. Mai 1746 alle bisherigen Patente zur Betreibung der Reichspost.
Am 25. Januar 1748 wurde Alexander Ferdinand erneut durch Kaiser Franz I. zum Prinzipalkommissar beim Immerwährenden Reichstag in Regensburg ernannt. Dafür musste er sich verpflichten, seine Residenz und die Postzentrale von Frankfurt nach Regensburg zu verlegen.
Am 25. Juni 1748 schloss die Kaiserliche Reichspost in Wien einen Vertrag mit dem Kurfürsten von Hannover über die Postenabgrenzung im Bereich Hannover und Braunschweig-Lüneburg.
Am 12. April 1755 kam es zum Berliner Postvertrag zwischen Preußen und der Reichspost. Ein Jahr später begann der Siebenjährige Krieg, der zu einer nachhaltigen Störung in der Beziehung der Reichspost zur preußischen Post führte.

## Amtszeit von Karl Anselm von Thurn und Taxis

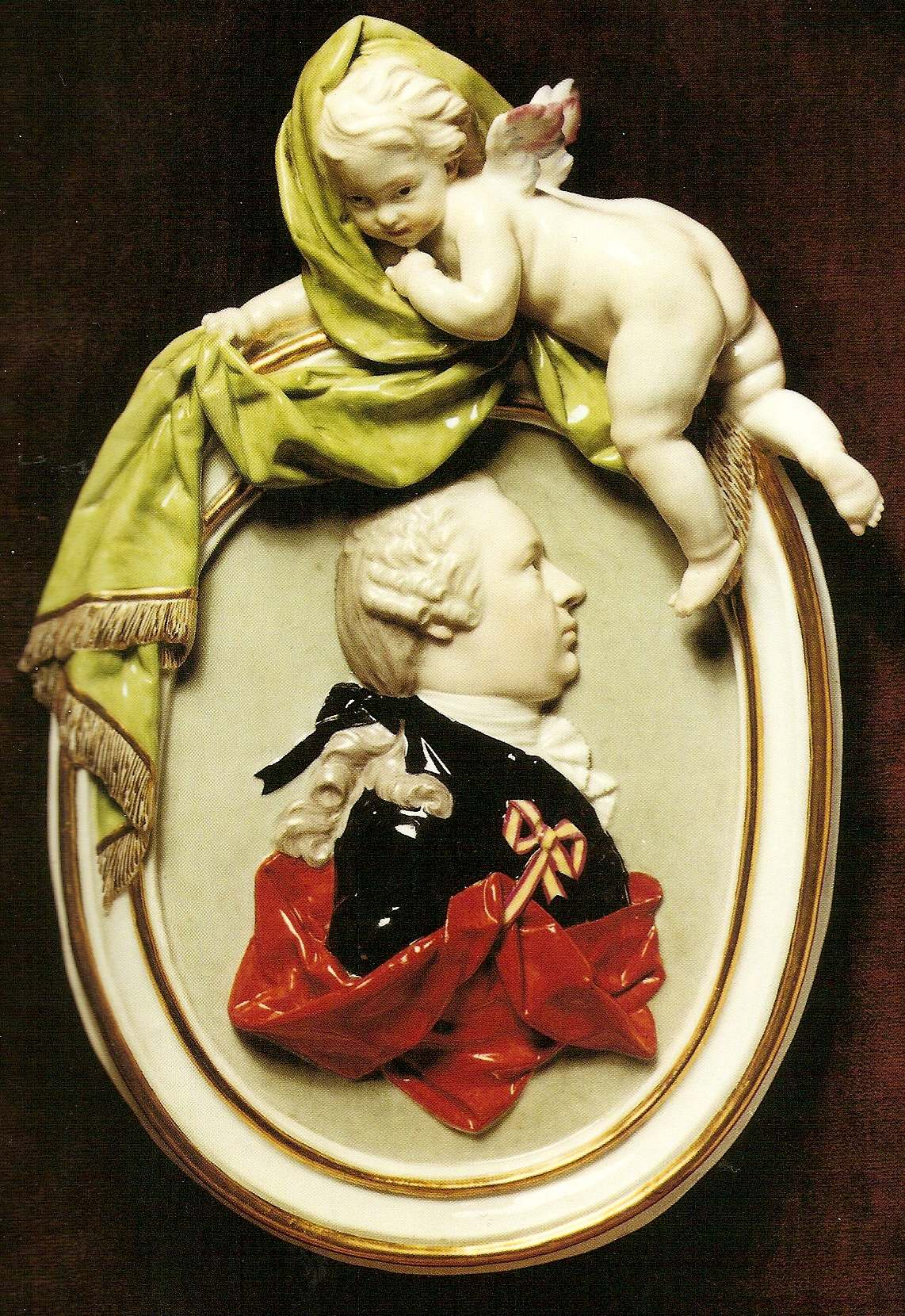
Karl Anselm von Thurn und Taxis, Porzellanporträt von Johann Peter Melchior

Nach Alexander Ferdinands Tod am 17. März 1773 übernahm Karl Anselm von Thurn und Taxis die Leitung der Kaiserlichen Reichspost. Kaiser Joseph II. ernannte ihn am 27. April 1773 zu seinem Prinzipalkommissar für den Regensburger Reichstag.
Am 4. März 1774 verlängerte Karl Anselm den Pachtvertrag über die Niederländische Post um 25 Jahre. Die Pachtsumme betrug nun 135.000 Gulden.
Am 12. Juli 1774 wurde ein Vertrag zwischen der Hofkammer und dem kaiserlichen Reichspostgeneralat über die österreichischen Vorlande und den Transit durch Tirol geschlossen.
Auch Bayern schloss am 23. August 1784 einen Postvertrag mit der Kaiserlichen Reichspost, der den Fortbestand der Reichspost in Bayern sicherte.

### Bestandsaufnahme bis 1790
Bis zum Jahre 1790 wuchsen die Einnahmen der Reichspost aus dem Briefverkehr, den Gütertransporten und dem Betrieb von Postkutschen kontinuierlich. Auch die Herstellung und Verbreitung von Nachrichten in Form von Zeitungen gehörte zum Geschäft. Dank dieser Einnahmequellen wurde das 18. Jahrhundert für die Thurn und Taxis finanziell das erfolgreichste Jahrhundert ihrer Geschichte. Die Familie hatte bereits im 17. Jahrhundert ein erhebliches Vermögen angesammelt, aber im 18. Jahrhundert wurde die Familie dank der Einnahmen durch die Post reich.
Der Kaiserlichen Reichspost unterstanden folgende Oberpostämter: Augsburg, Bremen, Braunschweig, Duderstadt, Erfurt, Frankfurt, Freiburg, Hamburg, Hildesheim, Köln, Koblenz, Lübeck, Mainz, Maaseik, Mannheim, München, Münster, Nürnberg, Paderborn, Regensburg, Ulm und Würzburg. Hinzu kam das von den Thurn und Taxis gepachtete Postwesen in Tirol und Vorderösterreich sowie die Post in den Österreichischen Niederlanden.

### Gebietsverluste der Reichspost ab 1790
Nach dem Verlust der niederländischen Post in Brabant und Flandern wurden 1790 die Poststationen der Kaiserlichen Reichspost in den Territorien von Hannover und Braunschweig aufgehoben.
Es folgten die Revolutionskriege mit Frankreich. Unter Franz II., der seit dem 5. Juli 1792 Kaiser war, gelang den Habsburgern zwar im Jahre 1793 eine kurzfristige Rückeroberung der Österreichischen Niederlande, aber schon im Jahre 1794 kam es zum endgültigen Verlust der Österreichischen Niederlande und der linksrheinischen Gebiete mit Trier, Köln, Bonn und Koblenz.
Letzteres bedeutete eine weitere Schwächung der kaiserlichen Reichspost. Mit dem Frieden von Lunéville am 9. Februar 1801 wurde der Verlust aller Reichspostlinien in den linksrheinischen Gebieten besiegelt.
Als Preußen im Mai 1802 für den Verlust seiner linksrheinische Gebiete Geldern, Cleve, Moers, Hildesheim, Münster, Paderborn, das Eichsfeld, Erfurt, Goslar, Mühlhausen, Nordhausen, Quedlinburg, Elten, Essen, Werden, Herford, Kappenburg erhielt, gingen der Kaiserlichen Reichspost weitere Poststationen verloren.

## Das Ende der Kaiserlichen Reichspost unter Karl Alexander von Thurn und Taxis

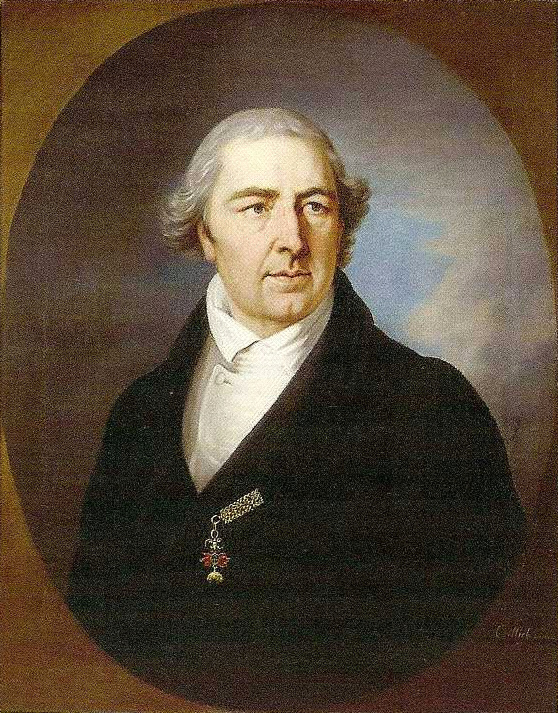
Karl Alexander von Thurn und Taxis

Nach dem Tod Carl Anselms von Thurn und Taxis am 13. November 1805 trat sein Sohn Karl Alexander von Thurn und Taxis die Nachfolge als Generalpostmeister an.
Nach dem Pressburger Frieden im Dezember 1805 wurde der Betrieb der Kaiserlichen Reichspost in Württemberg aufgehoben und in staatlicher Regie weitergeführt. Dagegen erhielt Karl Alexander von Thurn und Taxis am 24. Februar 1806 die Verleihung der Bayrischen Post als Thronlehen. Am 2. Mai 1806 wurde ein Lehnsvertrag zwischen Baden und Karl Alexander von Thurn und Taxis über das Betreiben der Post geschlossen.
Die Gründung des Rheinbundes am 12. Juli 1806 bedeutete faktisch das Ende des alten deutschen Kaiserreiches und damit auch das Ende der Kaiserlichen Reichspost mitsamt dem Postgeneralat der Thurn und Taxis. Am 6. August 1806 legte Franz II. die deutsche Kaiserkrone nieder.
Die von den Thurn und Taxis organisierte und geleitete Kaiserliche Reichspost existierte nicht mehr, aber die Thurn-und-Taxis-Post überlebte bis 1867 als Privatunternehmen.

## Stationen der Kaiserlichen Reichspost
- Gasthof Adler (Großholzleute), Isny
- Gasthaus Adler (Lauchringen), Landkreis Waldshut